# Liste der Naturdenkmale in Jestetten
| Naturdenkmale | Anzahl |
| ------------- | ------ |
| FND           | 1      |
| END           | 0      |
| Gesamt        | 1      |

Die Liste der Naturdenkmale in Jestetten nennt die verordneten Naturdenkmale (ND) der im baden-württembergischen Landkreis Waldshut liegenden Gemeinde Jestetten. In Jestetten gibt es insgesamt ein als Naturdenkmal geschütztes Objekt, es ist ein flächenhaftes Naturdenkmal (FND), es gibt keine Einzelgebilde-Naturdenkmale (END).
Stand: 1. November 2016.

## Flächenhafte Naturdenkmale (FND)
| Name                     | Bild | Kennung     | Einzelheiten | Position | Fläche Hektar | Datum         |
| ------------------------ | ---- | ----------- | ------------ | -------- | ------------- | ------------- |
| Hangmoor „Korbenwiesen“  | BW   | 83370600001 | Jestetten    | ⊙        | 1,3           | 21. Aug. 1985 |
| Legende für Naturdenkmal |      |             |              |          |               |               |